# Theo Meijer
Theodorus "Theo" Johannes Meijer, (* 18. února 1965 Amersfoort, Nizozemsko) je bývalý reprezentant Nizozemska v judu. Je majitelem bronzové olympijské medaile.

## Sportovní kariéra
Připravoval se pod vedení Chrise de Korta. Jako úspěšný junior se však mezi seniory dlouho hledal. Záblesky formy často střídaly výpadky v prvních kolech. V roce 1992 se dokázal plně koncentrovat na olympijské hry v Barceloně a vybojoval bronzovou olympijskou medaili.
Sportovní kariéru ukončil v roce 1994. Veškerý volný čas investoval do vybudování sportovního centra v Leusdenu.

## Výsledky
| Turnaj             | 1982     | 1983     | 1984           | 1985           | 1986           | 1987           | 1988           | 1989           | 1990           | 1991           | 1992           | 1993           |
| Turnaj             | 17       | 18       | 19             | 20             | 21             | 22             | 23             | 24             | 25             | 26             | 27             | 28             |
| Turnaj             | střed. v | střed. v | polotěžká váha | polotěžká váha | polotěžká váha | polotěžká váha | polotěžká váha | polotěžká váha | polotěžká váha | polotěžká váha | polotěžká váha | polotěžká váha |
| ------------------ | -------- | -------- | -------------- | -------------- | -------------- | -------------- | -------------- | -------------- | -------------- | -------------- | -------------- | -------------- |
| Olympijské hry     |          |          | —              |                |                |                | úč.            |                |                |                | 3.             |                |
| Mistrovství světa  |          | —        |                | úč.            |                | 2.             |                | úč.            |                | úč.            |                | —              |
| Mistrovství Evropy | —        | —        | —              | 5.             | 7.             | 7.             | ?              | 3.             | 5              | 1.             | —              | úč.            |
| MS juniorů         |          | 3.       |                |                |                |                |                |                |                |                |                |                |
| ME juniorů         | 3.       | 5.       | 2.             | 1.             |                |                |                |                |                |                |                |                |